# Машиц, Владимир Михайлович
Владимир Михайлович Машиц (18 апреля 1953, Москва — 28 мая 2019, там же) — российский государственный и политический деятель, член Правительства Российской Федерации (1991—1995), кандидат экономических наук.

## Биография
Окончил экономический факультет МГУ.
С 1970 по 1980 год работал в НИИ по проектированию вычислительных центров и систем экономической информации ЦСУ СССР.
C 1980 по 1986 год — старший научный сотрудник Центрального экономико-математического института АН СССР, с 1986 по 1991 год — заведующий лабораторией анализа хозяйственных нововведений ЦЭМИ.
В 1991 году — заведующий лабораторией Института проблем рынка РАН, заместитель директора по науке Института Экономической политики Академии народного хозяйства СССР, полномочный представитель Правительства РСФСР по делам экономического сообщества, член коллегии Международного экономического комитета.
В 1991 году Владимир Машиц участвовал в Альпбахской конференции, организованной международным фондом «Центр исследования экономических реформ» при поддержке Либерти-фонда (Альпбах, Австрия), где была принята декларация о радикальных экономических реформах.
С 27 декабря 1991 года по 30 сентября 1992 года — председатель Государственного комитета РСФСР (с 16 мая 1992 г. — Российской Федерации) по экономическому сотрудничеству с государствами — членами Содружества — министр РСФСР.
C 30 сентября 1992 года до 10 января 1994 года — Председатель Государственного комитета Российской Федерации по экономическому сотрудничеству с государствами-членами Содружества (до 25 декабря 1993 года по должности входил в состав Совета Министров РФ).
С 1994 по 1995 год — исполняющий обязанности министра Российской Федерации по сотрудничеству с государствами — участниками Содружества Независимых Государств.
С 1995 по 1996 год — первый заместитель министра Российской Федерации по сотрудничеству с государствами — участниками Содружества Независимых Государств.
С 1995 по 1999 год — президент Межгосударственного банка СНГ.
Награждён медалью «За отвагу на пожаре».
Женат, две дочери.
Машиц в последние годы жизни страдал от онкологического заболевания, но, несмотря на это, продолжал заниматься научной работой в Институте экономической политики им. Е. Т. Гайдара. Похоронен 30 мая 2019 года на Николо-Архангельском кладбище.